# NZ 75手槍
NZ 75 是由中華人民共和國生產的一種半自動手槍。

## 設計
NZ 75是捷克生產的CZ 75B半自動手槍的仿製品，由北方工業（Norinco）生產，採用9毫米鲁格弹配15發彈匣，其餘基本上跟CZ 75手槍相同，此外還有CZ 85B的仿製型NZ 85。 
NZ 75採用與CZ 75相同的枪管短后坐、勃朗宁闭锁式设计，其枪管在弹膛下方有闭锁凸耳，与底把上安装的开闭锁突起零件配合引起枪管的摆动，枪管进入套筒内闭锁，顶部有两个位于抛壳口前方的闭锁突笋。而NZ75與CZ75B或TZ75相比，在外觀上主要的區別是扳機護圈和槍品部分的造型。

## 使用國
NZ 75生產的目的並非是本土採用，而是為了出口，並獲得朝鮮人民軍的仿製及採用。